# 托尔蒙
托尔蒙，是西班牙阿拉贡自治区特鲁埃尔省的一个市镇。总面积29平方公里，总人口35人（2001年），人口密度1人/平方公里。